# Nezávislá vláda Západní Thrákie
Nezávislá vláda Západní Thrákie (osmanskou turečtinou غربی تراقیا حكومت مستقله‌سی – Garbi Trakya Hükûmeti Müstakilesi, řecky Αυτόνομη Κυβέρνηση Δυτικής Θράκης – Avtonomi Kyvernisi Dytikis Thrakis, bulharsky Независимо управление на Западна Тракия Nezavisimo upravlenie na Zapadna Trakija) byl krátkodobý stát vyhlášený 31. srpna 1913 po porážce Bulharska ve druhé balkánské válce a zaniklý 25. října téhož roku.
Oblast se nacházela zhruba na východě dnešního Řecka a jihu dnešního Bulharska, na historickém území Thrákie mezi dolními toky řek Mesta a Marica. Jejím hlavním bylo Komotiní, turecky zvané Gümülcine, podle nějž se někdy nazývá Gümülcinská republika. Měla rozlohu 8 578 km² a žilo zde téměř 235 tisíc obyvatel.

## Historie

### Souvislosti

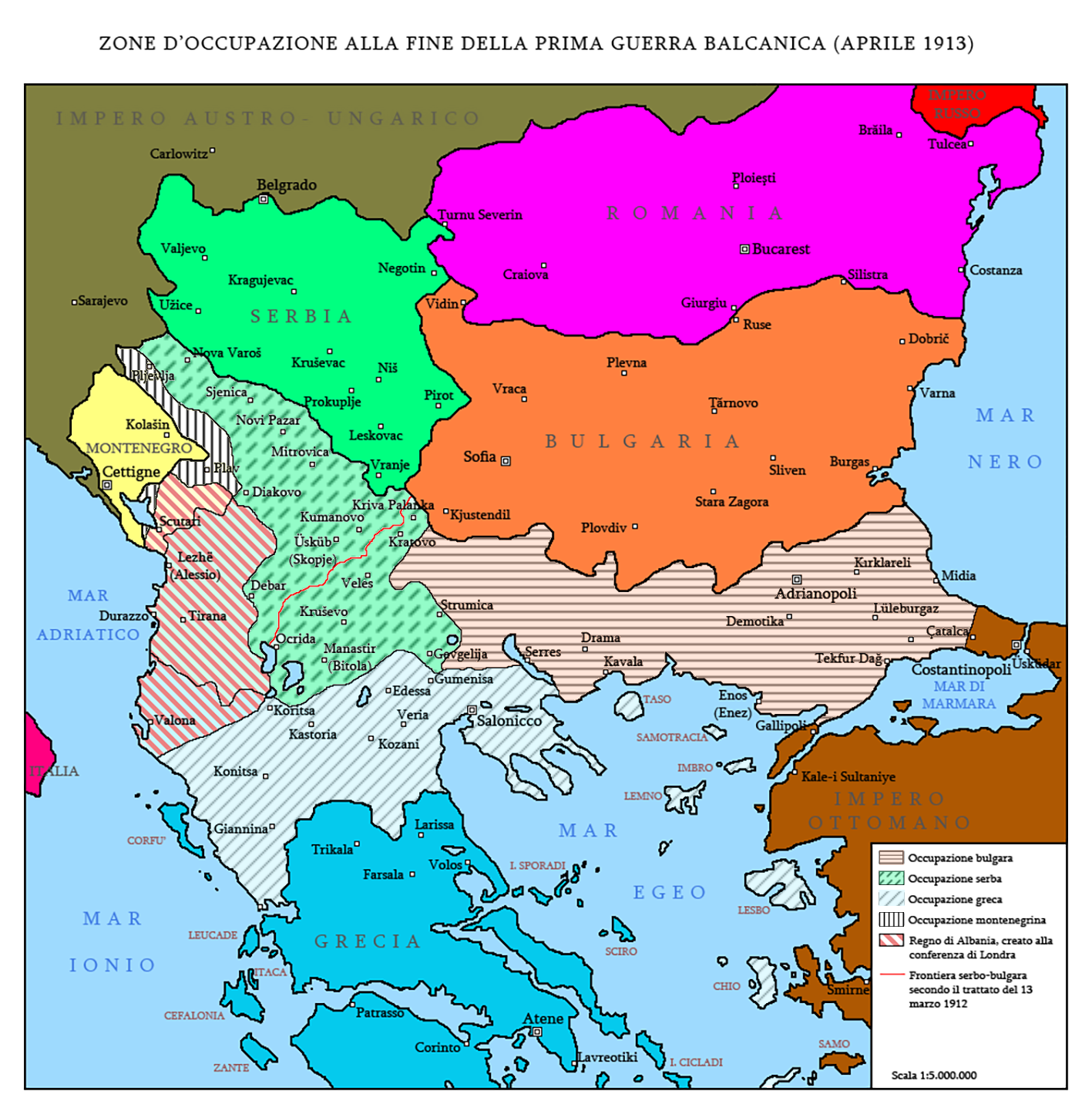
Balkán po první balkánské válce

Po skončení první balkánské války připadla podle Londýnské mírové smlouvy téměř celá Thrákie Bulharsku. Přesto byl car Ferdinand nespokojen, zejména pro nedosažení územních požadavků v Makedonii. V důsledku toho propukla druhá balkánská válka, kdy se všichni bývalí spojenci (Srbsko, Černá Hora a Řecko), Rumunsko a Osmanská říše obrátili proti Bulharsku.
10. června 1913 zahájili Turci postup směrem na západ a bez velkého odporu, s výjimkou Drinopole, obsadili celou jižní Thrákii, protože téměř všechny bulharské ozbrojené síly byly dislokovány na západě. Po porážce uzavřelo 10. srpna 1913 Bulharsko se svými bývalými spojenci a Rumunskem v Bukurešti mírovou smlouvu, ve které byly vymezeny hranice mezi nimi.

### Vznik
Ve snaze zabránit Bulharsku znovu území zabrat ustanovili zdejší muslimové 31. srpna provizorní vládu Západní Thrákie (osmanskou turečtinou غربی تراقیا حكومت موقته‌سی - Garbi Trakya Hükûmet-i Muvakkatesi, řecky Προσωρινή Κυβέρνηση Δυτικής Θράκης - Prosorini Kyvernisi Dytikis Thrakis, turecky Batı Trakya Geçici Hükûmeti). Nastolení správy proběhlo rychle a status quo byl uznán Tureckem, Řeckem i Bulharskem. Také název územního celku byl změněn na Nezávislou vládu Západní Thrákie.
Pod britským nátlakem uzavřela 29. září 1913 Osmanská říše s Bulharskem mírovou smlouvu v Cařihradě. Podle ní připadlo území Bulharsku, které je 25. října obsadilo a anektovalo. Orgány autonomní správy fungovaly poté tajně.

### Dohry
Území doznalo změny v roce 1915, kdy Osmanská říše postoupila Bulharsku oblast okolo Didymoteicha. Po ukončení první světové války ho v roce 1919 obsadila Francie a jeho jižní část připadla podle smlouvy z Neuilly Řecku. Zdejší muslimské obyvatelstvo bylo smlouvou z Lausanne vyňato z výměny obyvatelstva mezi Řeckem a Tureckem a místní Turci jsou uznanou národnostní menšinou. Na druhé straně používání bulharštiny bylo v Řecku po většinu meziválečného období zakázáno. V té době se část Bulharů vystěhovala do Bulharska, část emigrovala do USA. Během druhé světové války Bulharsko oblast znovu obsadilo a v letech 1941 — 44 anektovalo. Poté se navrátil předchozí stav.

## Správa

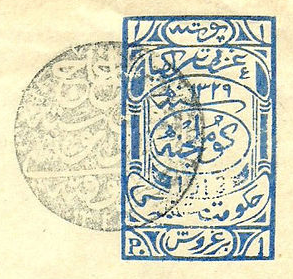
Poštovní známka v hodnotě 1 piastru orazítkovaná na poště v Komotiní

Vyhlášení svrchovanosti bylo velmi dobře připraveno. Po ustanovení provizorní vlády byly vytyčeny hranice, na správních budovách byly vyvěšeny vlajky. Beze změny byl přejat právní řád Osmanské říše a soudy zahájily slyšení. Také byla schválena státní hymna, vydány vlastní pasy a poštovní známky. Byla přejata osmanská měna (1 piastr = 40 para) a připravoval se státní rozpočet.
Prezidentem země byl Hoca Salih Efendi. Armáda, jejímž velitelem byl Süleyman Askerî Bey, měla stálou sílu 29 170 mužů a tvořila ji vesměs pěchota. Vláda měla 7 členů a po jednom zástupci v ní měli Řekové, Arméni a židé.

## Obyvatelstvo

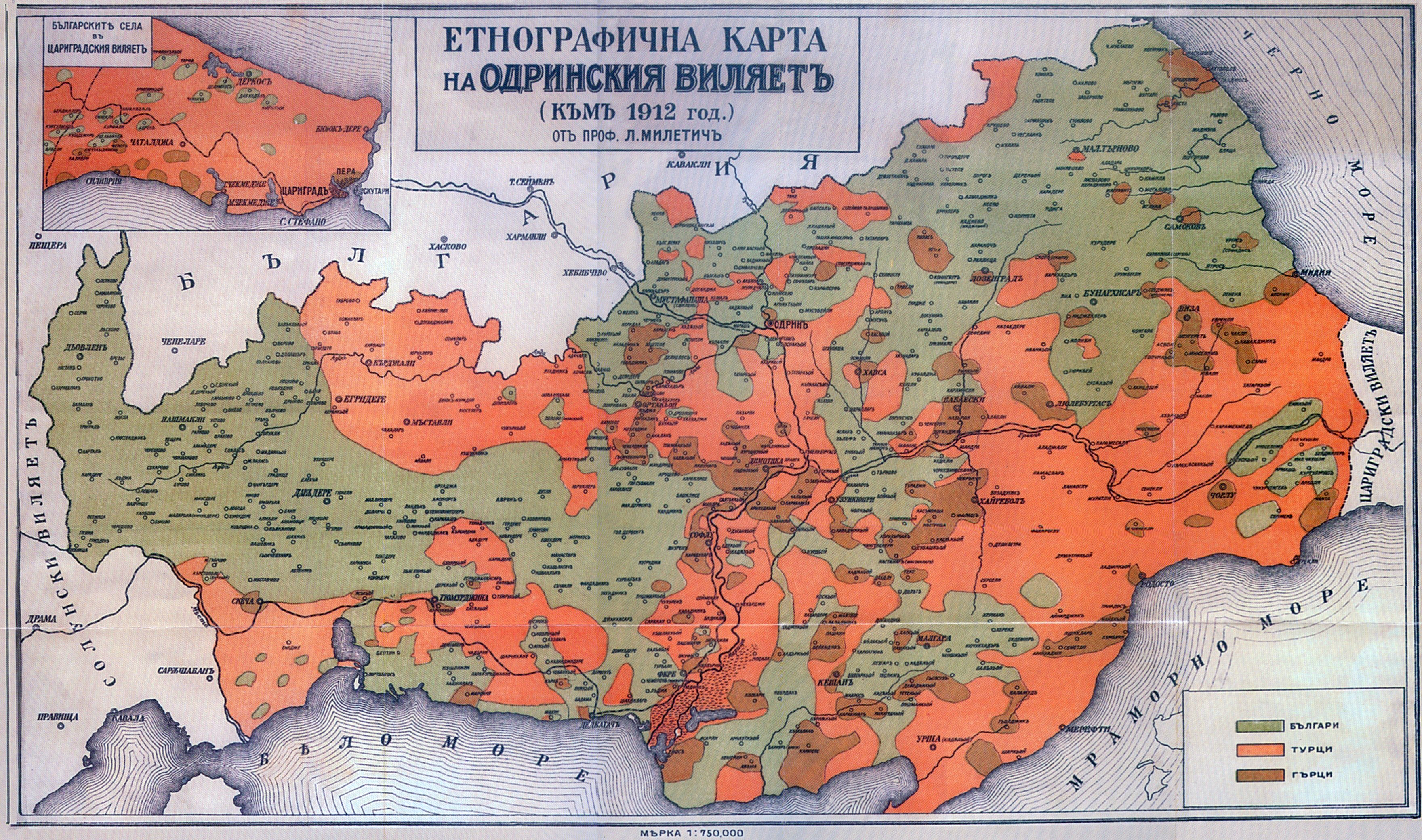
Etnická mapa jižní Thrákie podle Ljubomira Miletiče z roku 1912

Složení obyvatelstva:
| národnost/náboženství                 | obyvatel | podíl    |
| ------------------------------------- | -------- | -------- |
| muslimové (Turci, Pomaci, Romové aj.) | 185 000  | 78,82 %  |
| pravoslavní Bulhaři                   | 25 500   | 10,86 %  |
| pravoslavní Řekové                    | 22 000   | 9,37 %   |
| židé, Arméni aj.                      | 2 200    | 0,94 %   |
| Celkem                                | 234 700  | 100,00 % |